# معركة تايرزوانغ
معركة تايرزوانغ هي إحدي معارك الحرب الصينية اليابانية الثانية في عام 1938 ، والتي دارت بين جيوش جمهورية الصين وإمبراطورية اليابان. كانت المعركة أول انتصار صيني كبير لتلك الحرب. لقد أذل الجيش الياباني وسمعته كقوة لا تقهر. بالنسبة للصينيين، فقد مثلت دفعة معنوية هائلة.

## الخلفية

### الوضع السياسي والاستراتيجي
بحلول عام 1938، عانى الجيش الصيني من خسائر فادحة في أعقاب سقوط شنغهاي ونانجينغ. على وجه الخصوص، تم القضاء فعليًا على كل من سلاحها الجوي والبحري. ومع ذلك، فإن عزم الصين على مقاومة الغزو الياباني لم يُظهر أي علامات على الضعف. في 30 يناير، قررت القيادة العليا للجيش الياباني، بعد تقييم الوضع في الصين، عدم إجراء عمليات هجومية جديدة حتى أغسطس. الإمبراطور هيروهيتوكان موقفه أكثر تحفظًا: فقد كان يعتقد أن الأمر سيستغرق عامًا على الأقل حتى يتمكن اليابانيون من تعزيز مواقعهم في أراضيهم التي تم الاستيلاء عليها حديثًا وتعزيز قوتهم قبل إجراء أي عمليات أخرى. وهكذا، قررت القيادة العليا اليابانية الانتظار حتى عام 1939 قبل شن هجوم سريع وعدواني من أجل إنهاء الحرب في الصين بشكل حاسم.
في الوقت نفسه، رفض Chiang Kai-shek قبول الشروط اليابانية للاستسلام. في 20 فبراير، سحبت الصين سفيرها Xu Shiying من اليابان. في اليوم التالي، حذت اليابان حذوها، حيث سحبت سفيرتها كاواجوي شيغيرو. في وقت سابق من ذلك العام، استقال تشيانج أيضًا من منصبه كرئيس وزراء لليوان التنفيذي، من أجل تكريس جهوده بالكامل للحرب. كانت الإجراءات التي اتخذها الجانبان تدل على موقفهما تجاه الحرب: فالصين ملتزمة تمامًا الآن، بينما لا تزال اليابان تظهر بعض علامات التردد.

### الوضع العسكري
على الرغم من إعلان هيروهيتو أنه لن يتم شن هجمات جديدة في عام 1938، كانت القوات اليابانية في الصين حريصة على مواصلة هجومها، حيث وصلت الروح المعنوية إلى ذروتها بعد سقوط نانجينغ. كانت الإستراتيجية المفضلة لـ IJN هي الاستمرار في التقدم غربًا على طول نهر اليانغتسي لغزو ووهان.
ومع ذلك، كان IJA مترددًا في الاستمرار في اتباع هذا النهج في اتباع الممرات المائية، وبدلاً من ذلك سعى الجيش الصيني إلى الانسحاب من مسرح شنغهاي نانجينغ، واتجه شمالًا إلى مقاطعات جيانغسو وشاندونغ وخنان.
عبرت نسبة كبيرة من القوات الصينية التي انسحبت من شنغهاي نهر اليانغتسي شمالًا إلى منطقة جيانغبى. أثناء الانسحاب من نانجينغ، وجد العديد من القوات الصينية المشتتة نفسها تنجرف إلى أسفل نهر اليانغتسي وإلى جيانغبى. رأت IJA في ذلك فرصة لملاحقة وتدمير هذه المجموعة من القوات الصينية غير المنظمة، وبالتالي تجاهل إستراتيجية IJN لاتباع نهر اليانغتسي غربًا.
طيلة شهر ديسمبر عام 1937، تابعت الفرقة الثالثة عشرة بقيادة ريبي أوجيسو القوات الصينية الفارة، واستولت على جيانغدو وشاوبو وتقدمت إلى آنهوي للاستيلاء على تيانتشانغ. في الوقت نفسه، في شمال الصين، تقدمت الفرقة العاشرة التابعة لرينسوكي إيسوجاي جنوبًا بين كينجتشينج وجيانغ لعبور النهر الأصفر، مقتربة من سكة حديد جياوجي. إن الوصول إلى خط السكة الحديد سيمكنه من التحرك غربًا ثم جنوبًا لمسح خط سكة حديد جينبووتوحيد قواها مع الفرقة 13 في Xuzhou. من هناك، يمكن للقوات اليابانية المشتركة مهاجمة ووهان وإجبار حزب الكومينتانغ على الاستسلام. وهكذا انتقلت الحرب من منطقة الحرب الثالثة إلى الخامسة.

## الجيش

### الصينية
مع إرسال تشيانج لنائب رئيس الأركان باي تشونغشي إلى زوزو في يناير 1938. كان لي وباي رفيقين قدامى من زمرة قوانغشي الجديدة، وقد خدموا جنبًا إلى جنب منذ معركة لونغتان في البعثة الشمالية.
أرسل تشيانغ مجموعة الجيش الحادي والعشرين لمنطقة الحرب الثالثة لي. أيضا وحدة من قوانغشي، قاد لياو لي الوحدة 21 وتتألف من الفيلق السابع والرابع والأربعين. في هذا الوقت، وصلت مجموعة جيش صن تشن الثانية والعشرين، وهي وحدة من زمرة سيتشوان، أيضًا إلى منطقة شانشي-خنان، فقط ليتم رفضها من قبل يان شيشان (قائد منطقة الحرب الثانية ورئيس شانشي) وتشنغ تشيان (قائد منطقة الحرب الأولى ورئيس خنان). كره كل من يان وتشينج وحدات من سيتشوان لضعف انضباطهم، ولا سيما استهلاكهم للأفيون المتفشي.
تحت قيادة صن تشن، نشرت مجموعة الجيش الثاني والعشرون أربعة من فرقها الستة لمساعدة المجهود الحربي في شمال الصين. نظمت تحت الفيلق 41 و 45، بدأت الوحدة مسيرتها على الأقدام نحو تاييوان في 1 سبتمبر، وسارت لأكثر من 50 يومًا متواصلة وغطت حوالي 1400 كيلومتر. عندما وصلوا إلى شانشي، واجهوا شتاء جليديًا. على الرغم من افتقارهم إلى الزي الرسمي الشتوي أو حتى خريطة واحدة للمقاطعة، فقد اشتبكوا على الفور مع اليابانيين لمدة 10 أيام في Yangquan (阳泉)، مما تسبب في خسائر فادحة. بسبب نقص الإمدادات بشكل يائس، اقتحموا إحدى زمرة شانشيمستودعات الإمدادات، مما أثار حفيظة يان شيشان، الذي طردهم من المقاطعة. ثم انسحبت الفرقة 22 غربًا إلى منطقة الحرب الأولى، فقط لقائدها، تشنغ تشيان، لرفض طلبها بإعادة الإمداد.

### اليابانية
| الجنوب       | بقيادة ريبي أوجيسو، انطلقت الفرقة الثالثة عشرة اليابانية غربًا من نانجينغ عبر عمودين في أوائل فبراير: تقدم العمود الشمالي نحو مينجوانج (明光)، بينما تقدم العمود الجنوبي نحو تشوشيان. تم فحص كلا العمودين من قبل الفيلق الحادي والثلاثين لـ Wei Yunsong ، والذي كلف بالدفاع عن القسم الجنوبي من سكة حديد Jinpu بواسطة Li Zongren. على الرغم من مواجهة عدو أدنى تمامًا، لم يتمكن اليابانيون من إحراز أي تقدم حتى بعد أكثر من شهر من الهجمات المستمرة. ثم نشر اليابانيون تعزيزات مدرعة ومدفعية من نانجينغ. رد الصينيون بالانسحاب غربًا إلى الضواحي الجنوبية الغربية لـ Dingyuanمن أجل تجنب المواجهة المباشرة مع أعدائهم المعززين. بحلول هذا الوقت، كان الفيلق الحادي والخمسون التابع لـ Yu Xuezhong قد تمركز بالفعل بشكل دفاعي على الضفاف الشمالية لنهر Huai ، وشكل خطًا دفاعيًا بين Bengbu و Huaiyuan . شرع اليابانيون في الاستيلاء على Mingguang و Dingyuan و Bengbu على التوالي قبل التقدم نحو Huaiyuan . ومع ذلك، تم بعد ذلك اعتراض طرق إمدادهم من قبل الفيلق الصيني الحادي والثلاثين، الذي شن هجمات محاطة من الجنوب الغربي. ساء الوضع الياباني أكثر عندما وصل الفيلق السابع الصيني (بقيادة لياو لي) إلى خفي، مما عزز الفيلق الحادي والثلاثين. تم إشراك ثلاثة فيالق صينية في وقت واحد، وقد حوصر اليابانيون جنوب نهر هواي ولم يتمكنوا من التقدم أكثر على الرغم من تمتعهم بتفوق جوي كامل وامتلاكهم ميزة كاملة في القوة النارية. وهكذا أحبط الصينيون الخطة اليابانية للتقدم في الفرقة 13 شمالًا على طول خط سكة حديد جينبو وتوحيد القوات مع فرقة إيسوجاي (الفرقة العاشرة) لشن هجوم كماشة على زوزو. |
| شمالية شرقية | بعد الهبوط البرمائي في تشينغداو، تقدمت الفرقة الخامسة اليابانية (بقيادة Seishiro Itagaki) باتجاه الجنوب الغربي على طول طريق Taiwei السريع، بقيادة لواء المشاة الحادي والعشرين. هناك واجهوا مجموعة الجيش الصيني الثالثة، بقيادة بانغ بينغكسون. على الرغم من تصنيفها كمجموعة عسكرية، إلا أن وحدة بانغ تتكون فقط من الفيلق الأربعين، الذي كان هو نفسه يتألف فقط من الفرقة 39، وهي وحدة من جيش الشمال الغربي . بقيادة قائد الفرقة Ma-Fawu ، انتهى الأمر بالفوج الـ 39 الخمسة في تأخير التقدم الياباني نحو Linyi لأكثر من شهر. استولى اليابانيون على مقاطعة جو في 22 فبراير ودفعوا نحو ليني في 3 مارس. ومع ذلك، فقد قوبلوا بهجوم مضاد صيني عنيف، مما أدى إلى فحصهم في منطقة تاويوان. ثم قام اليابانيون بقصف جوي مكثف على الفرقة الصينية الواحدة، مما أجبرها على الانسحاب إلى ليني. خلال هذا الوقت، Zhang Zizhongكان الفيلق التاسع والخمسون، وهو أيضًا وحدة شمالية غربية، قد تحرك شرقًا من Xuzhou على طول خط سكة حديد Longhai ، مروراً Tai'erzhuang قبل التقدم شمالاً نحو Linyi. عبرت نهر يي في 12 مارس وهاجمت الجناح الأيسر لليابان، واشتبكت معهم في الفترة من 13 إلى 18 مارس، حيث تمكنت الفرقة 39 من إخراج اليابانيين من منطقة ليني. بعد أن تبعها الصينيون من اتجاهين، أجبر اليابانيون على الانسحاب، وخسروا كتيبتين كاملتين تقريبًا في هذه العملية. كسر هذا الاشتباك أسطورة المناعة اليابانية وأذل القائد الياباني سيشيرو إيتاجاكي، حتى صدم مقر IJA. على الرغم من أن الفرقة الخامسة اليابانية أعادت تجميع صفوفها لاحقًا وحاولت مرة أخرى، إلا أنها فقدت عنصر المفاجأة. أدت هزيمة اليابانيين في ليني على يد الوحدات الإقليمية الصينية المدربة والمجهزة بشكل أدنى إلى تهيئة المشهد للمعركة النهائية في تايرزوانغ. |
| شمالي        | من بين الفرق اليابانية الثلاثة التي دخلت منطقة الحرب الخامسة الصينية، كانت الفرقة العاشرة بقيادة رينسوكي إيسوجاي هي الأكثر نجاحًا. انطلقت من خبي، وعبرت النهر الأصفر وتحركت جنوبًا على طول خط سكة حديد جينبو. بعد أن أمر هان فوجو جنرال الكومينتانغ قواته بالتخلي عن مواقعهم، نجح اليابانيون في الاستيلاء على Zhoucun وانتقلوا إلى جينان دون مواجهة أي مقاومة على الإطلاق. ثم تقدم اليابانيون جنوبا على طول عمودين من تايآن . استولى العمود الشرقي على مينجين قبل أن يتجه غربًا للقبض على سيشوي . تقدم العمود الغربي باتجاه الجنوب الغربي على طول خط سكة حديد جينبو، واستولت على يانتشو، وزوكسيان، وجينينج، قبل القيادة باتجاه الشمال الغربي للقبض على وينشانج .. أمر Chiang Kai-shek بعد ذلك Li Zongren باستخدام "الدفاع الهجومي")، أي اغتنام المبادرة للهجوم الفعال، بدلاً من الدفاع السلبي. وهكذا، نشر لي مجموعة جيش صن تشن رقم 22 لمهاجمة Zouxian من الجنوب بينما تقدمت الفرقة 40 في Pang Bingxun شمالًا على طول الجناح الأيسر 22 لمهاجمة Mengyin و Sishui. كما تقدمت مجموعة جيش صن تونغشوان الثالثة من الجنوب، وشنت هجومًا من شقين على اليابانيين في جيننج. القتال بضراوة في الفترة من 12 إلى 25 فبراير، ساعد الأداء القتالي المحترم للفيلق الثاني عشر على وجه الخصوص في تحسين الضرر الذي يلحق بالسمعة الذي ألحقه هان فوجو بوحدات شاندونغ. قام اليابانيون ببعض التغييرات الاستراتيجية نتيجة لهذه الهجمات الصينية المضادة: |

## معركة
في 25 مارس، شن اليابانيون هجومًا شاملاً على تايرزوانغ، حيث نجحت وحدة قوامها 300 فرد في اختراق البوابة الشمالية الشرقية بنجاح.
في 26 مارس، قطع تانغ إينبو المهاجمين اليابانيين من الخلف.
ومع ذلك، تم إجبارهم بعد ذلك على دخول معبد Chenghuang. ثم أشعل الصينيون النار في المعبد وقتلوا القوة اليابانية بأكملها. في اليوم التالي، شن اليابانيون هجومًا آخر عبر البوابة المخترقة وقاموا بتأمين الجزء الشرقي من المنطقة، قبل أيضًا اختراق الزاوية الشمالية الغربية من الخارج والاستيلاء على جناح Wenchang.
بين مارس وأبريل 1938، نشرت القوات الجوية القومية الصينية أسرابًا من مجموعات المطاردة الثالثة والرابعة من طائرات الهجوم المقاتلة في الاعتراض الجوي بعيد المدى والدعم الجوي القريب لعمليات تايرزوانغ .
في 29 مارس، انطلاقا من جنوب المنطقة، اقتحم فريق الهجوم جناح Wenchang من الجنوب والشرق، ودمر الحامية اليابانية بأكملها باستثناء أربعة جنود يابانيين تم أخذهم كأسرى حرب. وهكذا استعاد الصينيون الركن الشمالي الغربي من المنطقة.
بحلول أوائل أبريل، استولى اليابانيون على ثلثي تايرزوانغ، على الرغم من أن الصينيين ما زالوا يحتفظون بالبوابة الجنوبية.
في 3 أبريل، شنت مجموعة الجيش الثاني الصيني هجومًا مضادًا، حيث قاتلت الفرقة 30 و 110 شمالًا في بيلو ونيغو على التوالي. في 6 أبريل، تم ربط الفيلق الصيني 85 و 52 في تاودون، غرب لانلينج. ثم اندفعت القوة المشتركة باتجاه الشمال الغربي، واستولت على غانلوغو. مع تحقيق جميع الهجمات المضادة الصينية لأهدافها، انهار الخط الياباني أخيرًا، واضطر كل من الفرقة العاشرة والخامسة إلى التراجع.
ومع ذلك، سمحت القدرة الحركية الفائقة إلى حد كبير لليابانيين بمنع هزيمة كاملة من قبل القوات الصينية التي تلاحقها.
قاتل ألفان من الجنود اليابانيين في طريقهم للخروج من تايرزوانغ، مخلفين ثمانية آلاف قتيل؛ بعض الجنود الذين غادروا ارتكبوا حراء كيري .  كان هناك المزيد من الضحايا الصينيين ، على الرغم من عدم وجود تقديرات موثوقة.

## أسباب الفشل الياباني
بعض أهم أسباب فشل اليابان هي كما يلي:
1. في مقدمة المعركة ، أعاقت العمليات «الدفاعية الهجومية» التي قامت بها الوحدات الإقليمية الصينية المختلفة ، والتي منعت بشكل فعال الفرق اليابانية الثلاثة من تحقيق هدفها المتمثل في الارتباط ببعضها البعض.
2. على الرغم من النشر المتكرر للمدفعية الثقيلة والضربات الجوية وهجمات الغاز ، لم يتمكن اليابانيون من إجبار مجموعة الجيش الصيني الثاني من تايرزوانغ والمناطق المحيطة بها ، حتى عندما كان المدافعون يخاطرون بالإبادة الكاملة.
3. فشل اليابانيون في منع مناورة مجموعة الجيش العشرين الصينية حول مواقعهم الخلفية ، والتي قطعت طرق انسحابهم ومنحت الصينيين ميزة التطويق المضاد.
4. بعد تمرد هان فوجو وإعدامه اللاحق ، قامت القيادة العليا للجيش الصيني بتعديل نبرة القيادة بشكل صارم من خلال التشديد على الانضباط العسكري ، الذي انتشر في جميع أنحاء الرتب وأسفر حتى عن استعداد معظم الجنود الصغار للمخاطرة بحياتهم في سياق تنفيذ أوامرهم. على سبيل المثال ، تم استخدام عبارة «يجرؤ على الموت» بشكل فعال ضد الوحدات اليابانية.  استخدموا السيوف  وارتدوا سترات ناسفة مصنوعة من القنابل اليدوية.[14]

بسبب نقص الأسلحة المضادة للدروع ، تم استخدام التفجيرات الانتحارية أيضًا ضد اليابانيين. وضعت القوات الصينية متفجرات مثل عبوات القنابل اليدوية أو الديناميت على أجسادهم وألقوا أنفسهم تحت الدبابات اليابانية لتفجيرها.  تم ربط الديناميت والقنابل اليدوية من قبل القوات الصينية الذين اندفعوا نحو الدبابات اليابانية وفجروا أنفسهم.  خلال حادثة واحدة في تايرزوانغ ، دمر الانتحاريون الصينيون أربع دبابات يابانية بحزم قنابل يدوية.
مفجر انتحاري صيني يرتدي سترة ناسفة مصنوعة من قنابل يدوية من طراز 24 لاستخدامها في هجوم على الدبابات اليابانية

## بعد
كانت الهزيمة ضربة قوية للجيش الياباني. كانت أول هزيمة يابانية كبرى منذ بداية الحرب ، وكسرت أسطورة الإمبراطورية اليابانية العسكرية التي لا تقهر ، وأسفرت عن فائدة لا تُحصى للروح المعنوية الصينية . وسط الاحتفالات بالنصر في هانكو ومدن صينية أخرى ، نفت اليابان في البداية هزيمتها وسخرت من أنباء المعركة لأيام. أفادت صحيفة نيويورك تايمز .
أسفرت المعركة أيضًا عن خسائر وخسائر كبيرة لليابانيين ، الذين زعموا أنهم تكبدوا ما مجموعه 11918 ضحية. ادعى الصينيون أنهم أبادوا 24000 جندي ياباني بالإضافة إلى إسقاط 3 طائرات وتدمير أو الاستيلاء على ما يقرب من 30 دبابة وأكثر من 10 مركبات مدرعة أخرى.